# Louis Michel Thibault
Louis Michel Thibault (Picquigny, Picardië, 1750 – 1815) was een Zuid-Afrikaans architect, militair ingenieur en cartograaf.
Thibaut was een van de beste studenten aan de Académie Royale d'Architecture in Parijs en moet daar les gehad hebben van de grote Jacques-Ange Gabriel. Hij sloot zich aan bij het Zwitserse regiment van kolonel François-Henri de Meuron-Bayard, en studeerde voorts militaire bouwkunde. In 1783 vertrok dit regiment naar de Nederlandse Kaapkolonie om de Nederlanders bij te staan in het geval van een Britse inval. Thibaut droeg op dat moment de titel 'luitenant van militaire werken'. Met behoud van deze titel werd hij kort daarna in dienst genomen van de VOC en werd later aangesteld als inspecteur van de gebouwen van diezelfde VOC. In die hoedanigheid ontwierp een aantal openbare gebouwen, maar ook ontwierp hij privéhuizen.

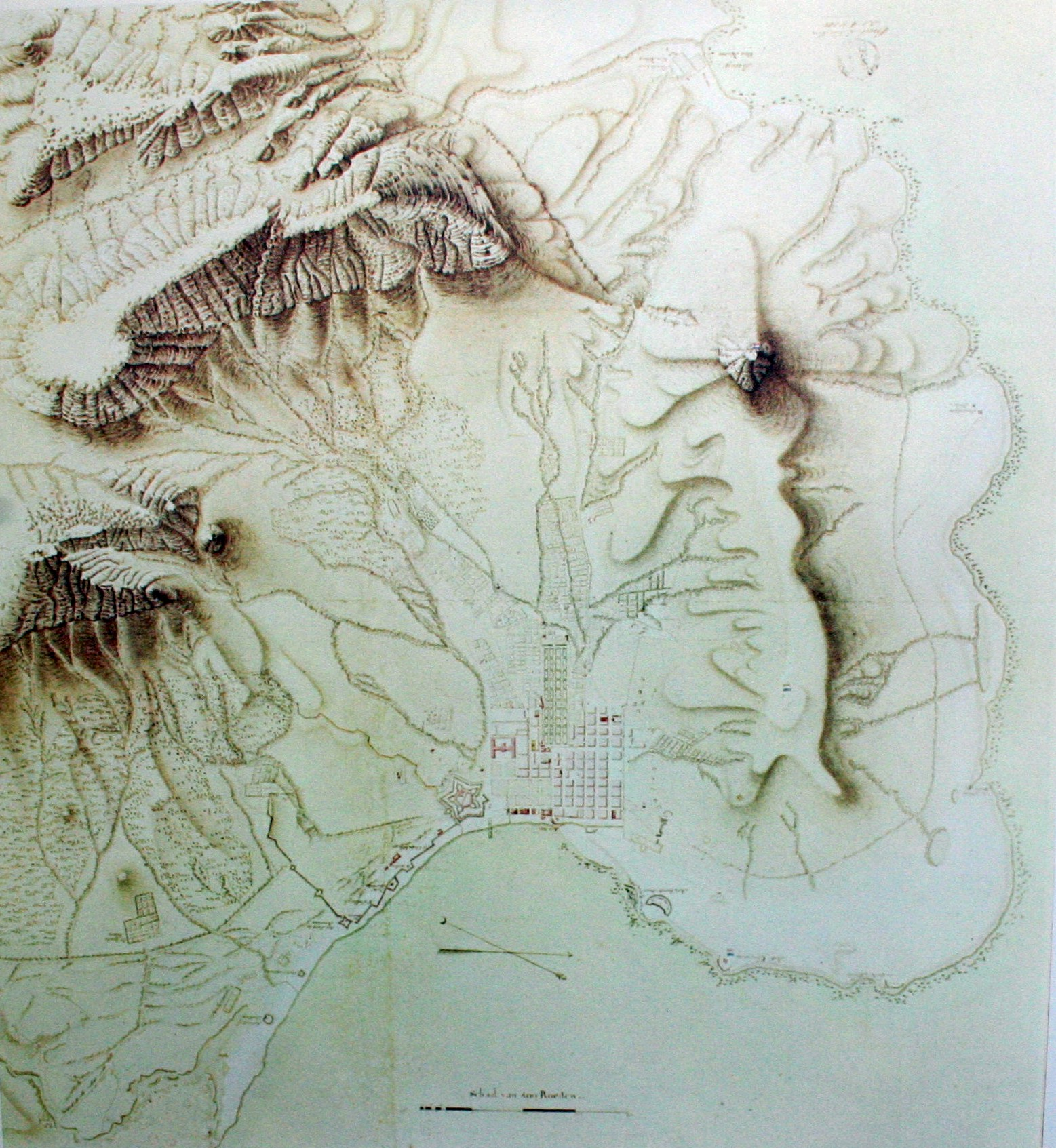
Louis Michel Thibault. Kaart van Kaapstad en omgeving. 1791. Delft, Gemeente Archief.

Na de langverwachte Britse inval in 1795 verloor Thibaut zijn positie, maar ging door als architect en startte ook een carrière als cartograaf. In 1799 benoemde gouverneur Yonge hem als militair architect. Onder het bestuur van de Bataafse Republiek werd hij opnieuw benoemd tot inspecteur van openbare gebouwen, een positie die hij behield na de definitieve machtsovername door de Britten in 1806. Vanaf dat moment verschoof de smaak aan de Kaap echter van het monumentale neoclassicisme naar de meer ingetogen Engelse Regency-stijl, waardoor het aantal opdrachten van Thibault terugliep. Om in het levensonderhoud van hemzelf, zijn vrouw Elizabeth van Schoor en zijn kinderen te kunnen voorzien, schoolde hij zich om tot beëdigd landmeter en werd als zodanig in 1811 in dienst genomen door de koloniale regering. Hij tekende o.a. de weg van Kaapstad naar Simonstad en bemiddelde bij ruzies om grondbezit in de districten.
Thibaut wordt ook wel de eerste professionele architect, in de moderne zin van het woord, van Zuid-Afrika genoemd. Hij was geen liefhebber van de Kaaps-Hollandse stijl, maar respecteerde deze wel. Net als de uit Duitsland afkomstige beeldhouwer Anton Anreith was hij een vrijmetselaar.

## Werk

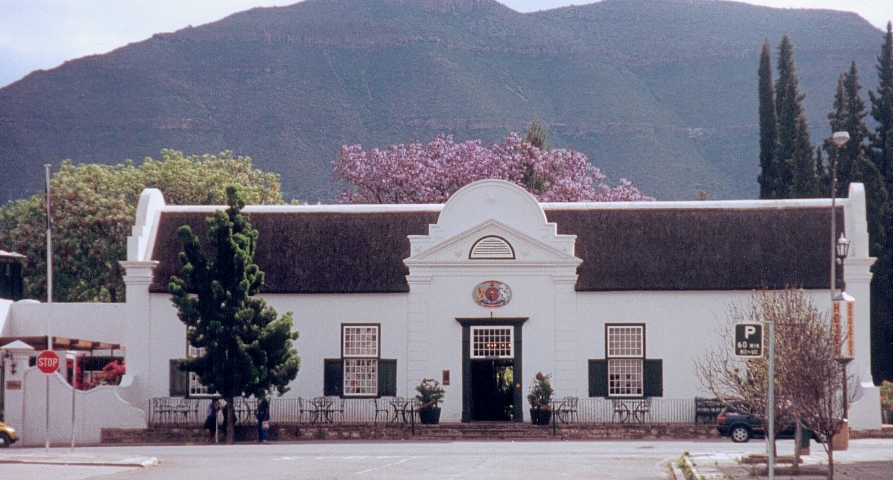
Louis Michel Thibault. Drostdy van Graaff-Reinet. 1803-1805.

- Wijnkelder van Groot Constantia [i.s.m. Anton Anreith]. Circa 1790.
- Vrijmetselaarsloge de Goede Hoop. 1801-1803.
- Dostdy van Graaff-Reinet. 1804-1805. Zie afbeelding rechts.
- Drostdy van Tulbagh. 1804-1807.
- Verbouwing van het Slavenhuis, Kaapstad. 1814-1815.